# Fonte Lily

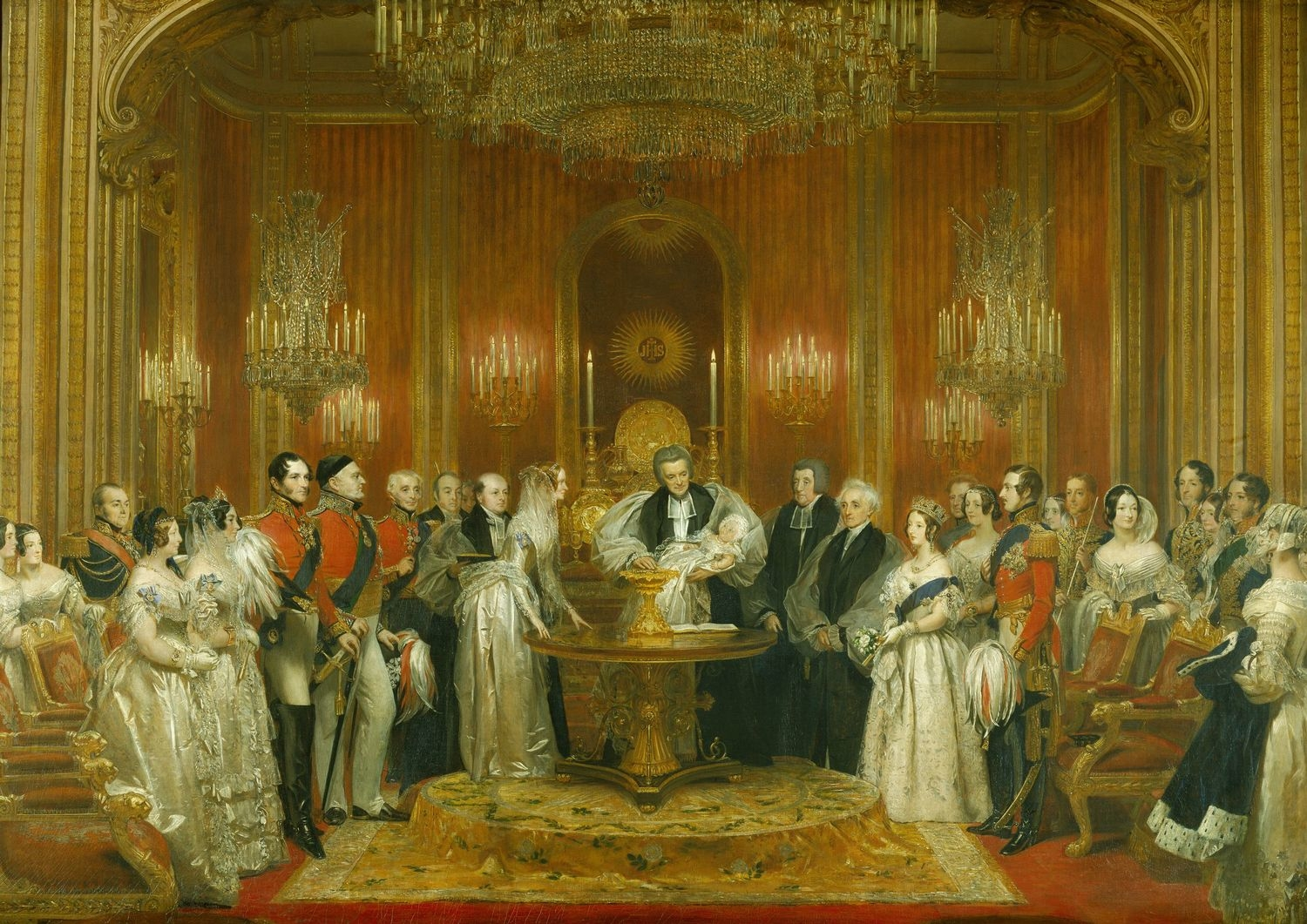
A Fonte Lily no batizado de Vitoria, Princesa Real em 1841.

A Fonte Lily é uma pia batismal de prata dourada usada nos serviços batismais de membros da família real britânica. Faz parte da Royal Collection e é mantida na Jewel House na Torre de Londres quando não está em uso. A Lily Font foi usada para o batismo de todos os filhos e netos da Rainha Isabel II, exceto o da Princesa Eugênia de Iorque.

## Design
A fonte foi encomendada pela Rainha Vitória aos ourives Edward Barnard and Sons em 1840, para o batismo de sua primeira filha, Vitoria, Princesa Real em 10 de fevereiro de 1841, primeiro aniversário de casamento de seus pais. A fonte é feita de prata dourada que dá a aparência de ouro. Três querubins alados estão sentados na base da fonte, acima dos braços reais de Vitoria, Príncipe Alberto e Princesa Real. Alberto ajudou com o design da fonte. Os querubins estão depenando liras, acima delas as folhas se estendem para sustentar a tigela que é cercada por nenúfares em cascata. A fonte Lily é usada com a fonte de 1660 e sua bacia ou o jarro e a bacia de batismo durante as cerimônias batismais.

## Uso

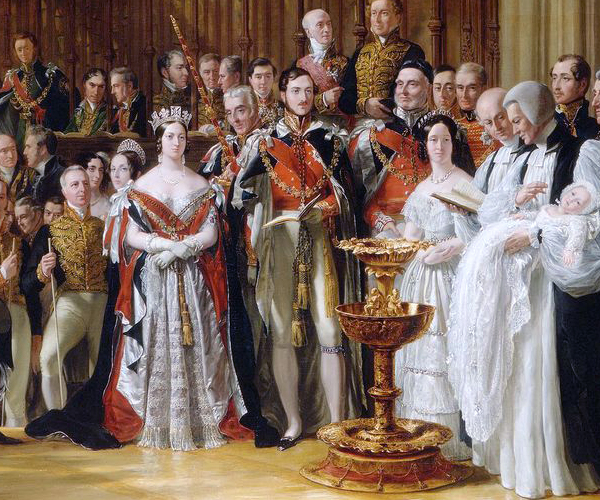
A Fonte Lily no topo da Fonte e Bacia Charles II no batizado do filho mais velho da Rainha Vitória, Alberto Eduardo, Príncipe de Gales em 1842.

A Fonte Lily foi usada para o batismo de todos os filhos e netos da Rainha Isabel II, exceto o da Princesa Eugênia de Iorque. O batismo de Eugênia em 1990 foi o primeiro batismo público de um membro da família real britânica.
A Fonte Lily foi levada para a Igreja de Santa Maria Madalena, Sandringham, para o batismo da princesa Carlota de Gales em Norfolk em 2015. Foi relatado que esta foi a primeira vez que a fonte deixou Londres em sua história, embora já tivesse sido mantida. em Windsor, de onde havia sido levado para Londres em 1926 para o batismo da princesa Isabel (mais tarde rainha Isabel II).